# 2005년 정동진독립영화제
제7회 정동진독립영화제는 2005년 8월 5일에 열린 시상식이다.

## 수상 및 후보

### 땡그랑동전상
- 산책 - 최지영 수상
- 핵분열가족 - 박수영 수상
- 베트남 처녀와 결혼하세요 - 이미랑 수상

### 섹션1
- 흡연모녀 - 유은정
- 남자다운 수다 - 홍덕표

### 섹션2
- 가리베가스 - 김선민
- 양성평등 - 조주상
- 돌고래...안녕 - 권지혜
- 홍시 - 장미경
- 희망2005-공무원노조 동해시지부의 이야기 - 최은정

### 섹션3
- 호랑이 프로젝트 - 이지행
- 플레이 테니스 - 류진호
- 종이비행기 - 권상준

### 섹션4
- 돌 속에 갇힌 말 - 나루

### 섹션6
- 배고픈 하루 - 김동현
- 지우개 따먹기 - 민동현
- 순간접착제 - 이석훈